# 库兹涅佐夫设计局
库兹涅佐夫设计局 （第276试验设计局 / OKB-276） 是苏联与俄罗斯的一家设计局，研发飞机发动机与液体火箭发动机。

## 历史
由尼古拉·德米特里耶维奇·库兹涅佐夫创立。

## 航空发动机
Kuznetsov NK-12涡桨发动机1952年初装备了图-95轰炸机，15,000 马力 (11.2 兆瓦)。也用于An-22运输机。
Kuznetsov NK-8涡扇发动机是90 kN（20,000 lbf）级别，装备了伊尔-62与图-154客机。后升级为125 kN（28,000 lbf）的Kuznetsov NK-86，用于伊尔-86 。
Kuznetsov NK-144加力涡扇发动机，用于超音速客机图-144。 
Kuznetsov NK-87涡扇发动机用于翼地效应机。 
Kuznetsov NK-321用于图-160超音速战略轰炸机以及图-144超音速客机。推力 245 kN（55,000 lbf）。
大涵道比涡扇发动机有НК-56、НК-64。
大型桨扇发动机有开式НК-62Д、НК-110、涵道桨扇НК-63、为伊尔-106配套的НК-92 发动机（后演变为НК-93）。
苏联解体前启动了起飞推力40吨级的大涡扇设计。

## 火箭发动机

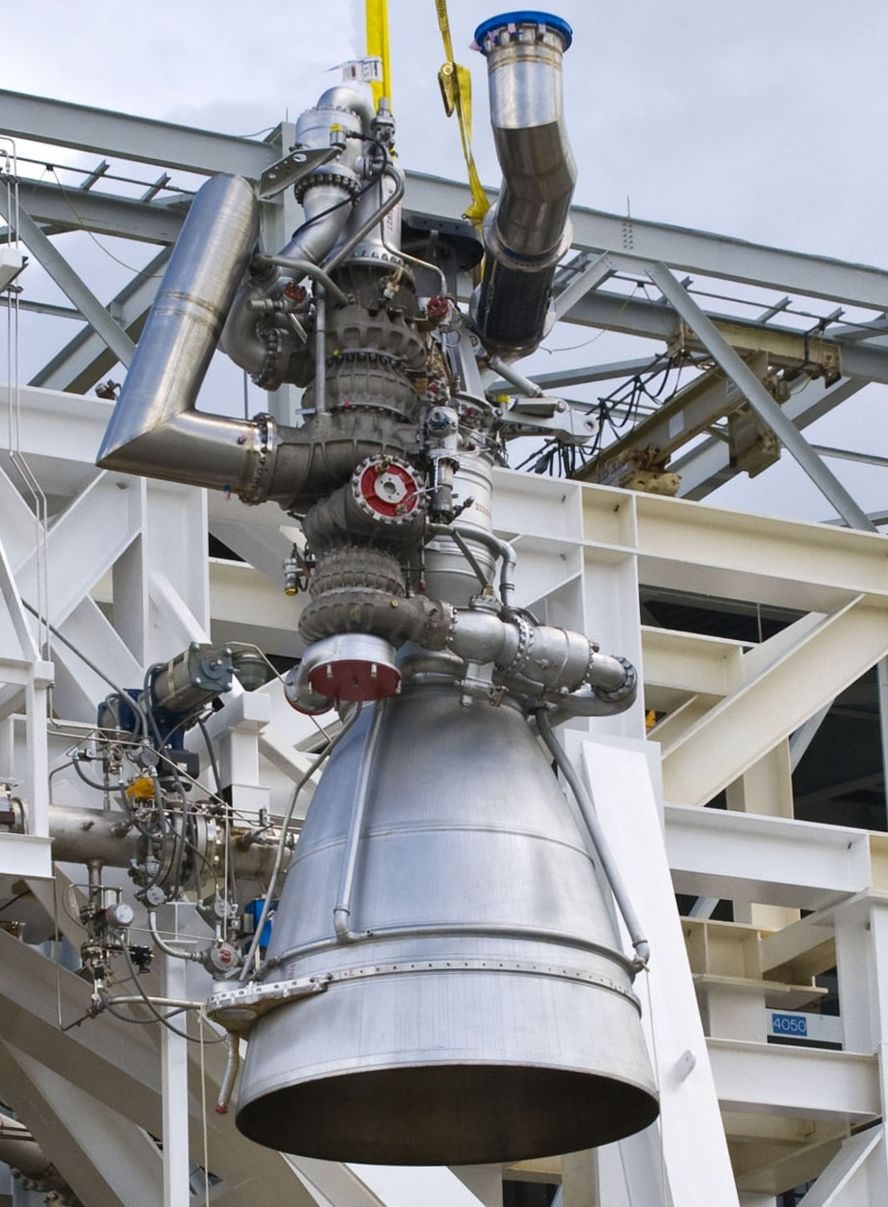
被修改後的NK-33，并被Aerojet重新命名为AJ26-58。这幅图中，AJ26-58正在斯坦尼斯航天中心进行一次测试点火。

1959年谢尔盖·帕夫洛维奇·科罗廖夫为设计全球导弹-1（GR-1） 部分轨道轰炸系统（FOBS），订购了NK-9火箭发动机。这是首批高压补燃循环发动机。随后其技术用于NK-15与NK-33，用于登月的N1火箭。 截止2011年，存世的NK-33仍然保持了推重比最高的液氧/煤油火箭发动机的地位。，直到被SpaceX的默林火箭发动机超越。
軌道科學公司的安塔瑞斯運載火箭的第一级使用两台改进版NK-33发动机。是俄罗斯第一种出口美国的火箭发动机，美国称之为Aerojet AJ26。